# Ommatius tinctipennis
Ommatius tinctipennis là một loài ruồi trong họ Asilidae. Ommatius tinctipennis được Curran miêu tả năm 1927. Loài này phân bố ở vùng nhiệt đới châu Phi.